# Ypsolopha leuconotella
Ypsolopha leuconotella là một loài bướm đêm thuộc họ Ypsolophidae. Nó được tìm thấy ở Slovakia, Hungary và România phía đông đến Nga (dãy núi nam Siberia và các vùng Amur và Primorye) và Kazakhstan.

## Hình ảnh

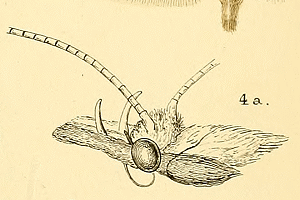